# Memorijalni turnir Antun Batinić
Memorijalni turnir Antun Batinić je nogometni turnir za seniorske klubove kojeg od 1993. godine organizira klub Elektra iz Osijeka. 

Turnir se uglavnom održava u srpnju ili kolovozu, a na njemu uglavnom nastupaju momčadi iz Osijeka te Slavonije i Baranje. Kolokvijlno se turnir naziva "Batek"  ili "Batekov memorijal". 

Antun Batinić je bio istaknuti član Elektre i časnik Hrvatske vojske.

## Dosadašnji pobjednici i sudionici
| godina | pobjednik       | drugoplasirani   | ostali sudionici napomene                                                                                         |
| ------ | --------------- | ---------------- | --- |
| 1993.  | Olimpija Osijek |                  | Elektra Osijek |
| 1994.  | Osijek          |                  | Elektra Osijek |
| 1995.  | Osijek          |                  | Elektra Osijek |
| 1996.  | Osijek          |                  | Elektra Osijek |
| 1997.  | Osijek          |                  | Elektra Osijek |
| 1998.  | Osijek          |                  | Elektra Osijek |
| 1999.  | Osijek          |                  | Elektra Osijek |
| 2000.  | Metalac Osijek  |                  | Elektra Osijek |
| 2001.  | Osijek          | Valpovka Valpovo | Belišće, Čepin, Elektra Osijek, Grafičar Vodovod Osijek, Metalac Osijek, Olimpija Osijek                          |
| 2002.  | Osijek          | Vukovar '91      | Čepin, Darda, Elektra Osijek, Metalac Osijek, Olimpija Osijek, Valpovka Valpovo                                   |
| 2003.  |                 |                  | Elektra Osijek |
| 2004.  |                 |                  | Elektra Osijek |
| 2005.  |                 |                  | Elektra Osijek |
| 2006.  |                 |                  | Elektra Osijek |
| 2007.  |                 |                  | Elektra Osijek |
| 2008.  |                 |                  | Elektra Osijek |
| 2009.  |                 |                  | Elektra Osijek, Grafičar Osijek                                                                                   |
| 2010.  | Grafičar Osijek | Osijek           | Elektra Osijek, Metalac Osijek, Olimpija Osijek, Višnjevac                                                        |
| 2011.  |                 |                  | Elektra Osijek |
| 2012.  | Višnjevac       | Elektra Osijek   | Darda, Grafičar Vodovod Osijek, Metalac Osijek, Olimpija Osijek, Valpovka Valpovo, Vukovar 1991                   |
| 2013.  | Elektra Osijek  | Vukovar 1991     | Darda, Grafičar Vodovod Osijek, Metalac Osijek, Olimpija Osijek, Tomislav Livana, Višnjevac                       |
| 2014.  | Metalac Osijek  | Elektra Osijek   | Bilje, Darda, Grafičar Vodovod Osijek, Olimpija Osijek, Tomislav Livana, Višnjevac                                |
| 2015.  |                 |                  | Darda, Elektra Osijek, Grafičar Osijek, Metalac Osijek, Olimpija Osijek, Tomislav Livana, Višnjevac, Vukovar 1991 |
| 2016.  | Tomislav Livana | Darda            | Bilje, Elektra Hypo Limač Osijek, Metalac Osijek, Osijek II, Višnjevac, Vukovar 1991                              |
| 2017.  | BSK Bijelo Brdo | Osijek juniori   | Bilje, Darda , Elektra Osijek, Grafičar Osijek , Metalac Osijek, Olimpija Osijek, Tomislav Livana, Višnjevac      |
| 2018.  | BSK Bijelo Brdo | Višnjevac        | Elektra Osijek, Hypo Limač Osijek, Metalac Osijek, Olimpija Osijek, Omladinac Petrijevci, Osijek juniori          |